# 2022年摩加迪沙酒店襲擊事件
2022年8月19日晚，索馬里青年黨槍手襲擊了索馬里首都摩加迪沙的哈亞特酒店。先引爆兩枚汽車炸彈，其後槍手衝入酒店內，挾持人質並開槍打死多人。至少有21人喪生，另有117人受傷，其中15人情況危急。目前尚不清楚參與襲擊的槍手人數。   

## 背景
青年黨是活動在東非國家索馬里的一個伊斯蘭原教旨主義恐怖組織，它支持恐怖主義頭目本·拉登和盖达组织，並不斷在索馬里和索馬裡邊境國家，如肯尼亞、利比亚、烏乾達等地製造恐怖主義事件，屠殺平民，意圖推翻非洲聯盟和索馬里政府，該組織目前主要控制了索馬里的中南部土地。

## 襲擊
事發在當地星期五晚。槍手先在酒店外引爆汽車炸彈，跟着衝入酒店，與保安部隊駁火，並脅持部分住客，又炸毀酒店內部分樓梯，阻止保安部隊營救。
警方指，槍手開槍擊斃多名正在逃跑的平民，又開槍和以手榴彈殺死10名保安部隊人員，形容是歷來最惡劣的酒店襲擊案，調查工作仍在進行。

## 各方反应

### 国际组织
联合国：聯合國秘書長古特雷斯強烈譴責武裝分子對索馬里摩加迪沙哈亞特酒店的恐怖襲擊。
 非洲联盟：非盟駐索馬里過渡特派團同樣“強烈譴責”“青年黨”襲擊哈亞特酒店，向遇難者家屬致以慰問，希望傷者儘快康復。

## 另看
- 2020年阿夫哥耶爆炸案
- 2019年12月摩加迪沙恐怖襲擊
- 2018年9月2日摩加迪休爆炸案
- 2017年10月摩加迪沙恐怖袭击